# St John’s College (Oxford)
St John’s College ist eines der Colleges der Universität Oxford. St John’s steht in dem Ruf, eines der selektivsten und angesehensten Colleges der Universität Oxford zu sein. Laut Statistiken aus dem Jahre 2012 ist St John’s College – dotiert mit über 340 Millionen Pfund (Stand: 2012) – das wohlhabendste der Universität von Oxford.

## Geschichte
St John’s war zunächst 1437 als St Bernard’s College durch Henry Chichele, von 1414 bis 1443 Erzbischof von Canterbury, für Studierende des Zisterzienserordens gegründet worden und wurde im Jahre 1555 von Sir Thomas White unter seinem heutigen Namen wiedergegründet. Das College sollte ursprünglich Katholiken vorbehalten sein, um die Gegenreformation in England zu unterstützen. Thomas White war der Eigentümer der Merchant Taylor Company, und das Kapital, das St John's bei seiner Gründung von ebendiesem Betrieb erhalten hatte, hat sich durch umsichtiges Investieren mittlerweile vervielfacht.
Im 17. Jahrhundert begann St John’s auch nicht-katholische Studenten zuzulassen, was als Zeugnis der Offenheit St John’s in einer relativ konservativen, prä-viktorianischen Zeit gilt. Während des 19. Jahrhunderts profitierte St John’s – als Grundherr über eine beträchtliche Fläche – von der wirtschaftlichen und städtischen Entwicklung, die Oxford durchlief und nutzte diese Gelegenheit, um mehr Land zu erwerben, wodurch St John’s zeitweise zum ausgedehntesten College von Oxford wurde, obwohl es immer noch vergleichsweise wenige Studenten zuließ.
Im Jahr 2008 wurden bei Aushubarbeiten auf dem Gelände von St John’s die Überreste von 35 männlichen Skeletten in einem ungeordneten Massengrab entdeckt. Archäologische Untersuchungen ergaben, dass diese von Wikingern stammten, die mutmaßlich beim St.-Brice’s-Day-Massaker 1002 getötet worden waren.

## Lage und Gebäude
Das Gros der Gebäude des College ist um die acht Quads angeordnet (Front-, Canterbury-, North-, Dolphin-, Sir Thomas White-, Kendrew-, Garden-, Rural Economy Quad), wobei das Holmes Building und Middleton Hall die Ausnahme bilden. Aus der vorreformatorischen Zeit des College im 15. Jahrhundert stammt noch das spätgotische Front Quad mit seinem Torturm, der 1520 geweihten Chapel und der Hall. Architektonischer Höhepunkt des College ist das Canterbury Quad, errichtet 1631–36 von William Laud, Erzbischof von Canterbury, der von 1611 bis 1621 Präsident des College gewesen war. Der Hof ist ost- und westseitig mit einem klassischen Arkadengang versehen, die Mittelachse jeweils fassadenartig mit Doppelsäulen und den Statuen von Charles I. und seiner Gemahlin Henriette Marie de Bourbon ausgestattet. 
Eine Besonderheit ist die Tradition, eine geringe Anzahl von Studenten im zweiten, oder auch im letzten Jahr in den Häusern die das College auf Museum Road und Blackhall Road besitzt. Diese Häuser grenzen an den im Sommer 2010 zum Kendrew Quad ausgebauten Gelände des Queen Elizabeth Gebäudes. Mit der Fertigstellung des Kendrew Quads erstreckt sich St John’s  über annähernd die gesamte Ostseite von St. Giles.
Der Senior Common Room wurde 2004 und 2005 erweitert und renoviert; hierfür wurde 2006 ein Preis des Royal Institute of British Architects verliehen.
St. John’s gehören außerdem zwei sehr berühmte Pubs Oxfords, das „Lamb and Flag“ und das „Eagle and Child“, die dafür bekannt waren, dass sich die Inklings, unter anderem J. R. R. Tolkien, der Autor von Der Herr der Ringe, hier regelmäßig trafen.

## Gärten

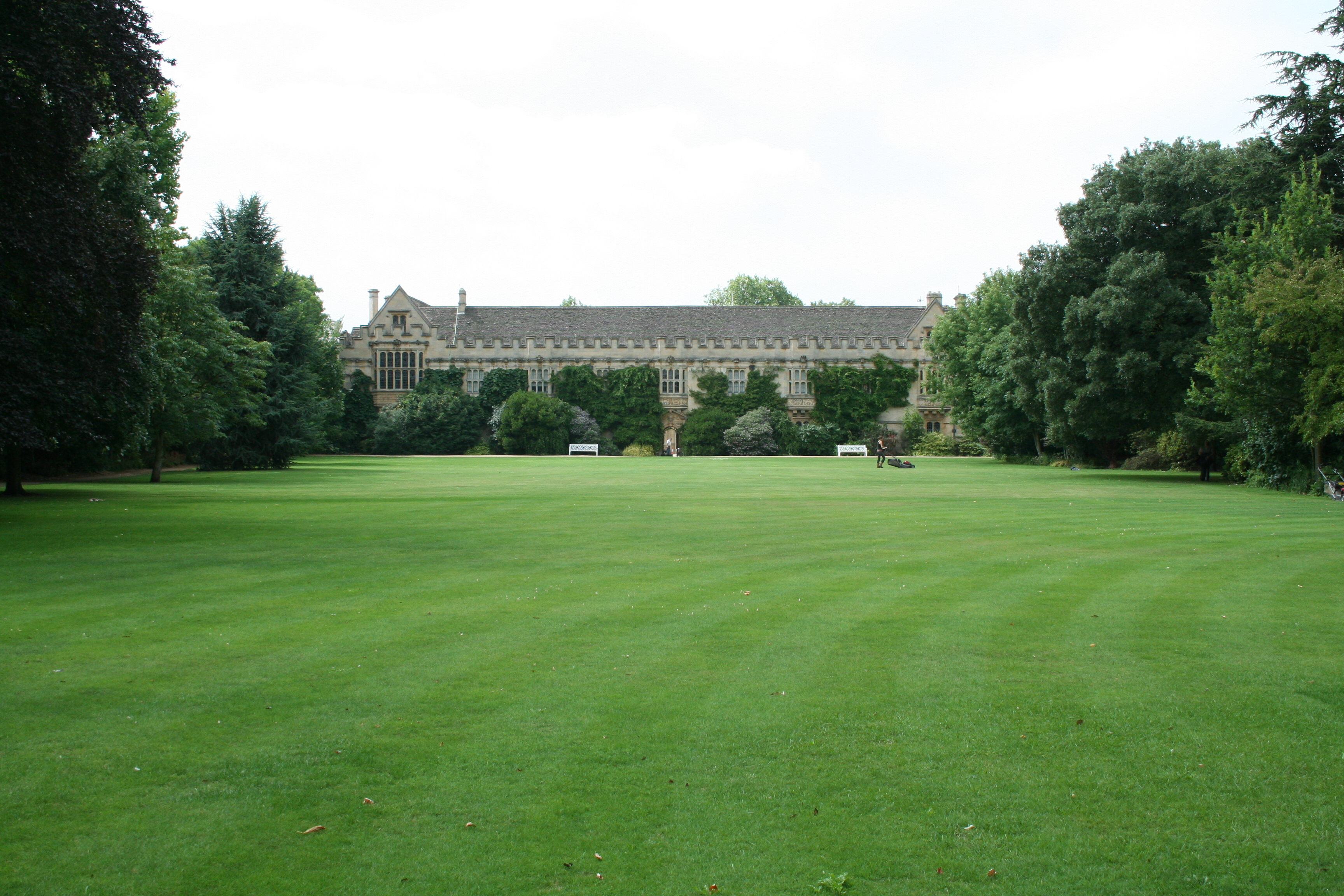
Der Garten

Der Steingarten des Colleges wurde von H. J. Bidder und dem späteren Pflanzensammler Reginald Farrer während dessen Studienzeit angelegt.

## Ansichten

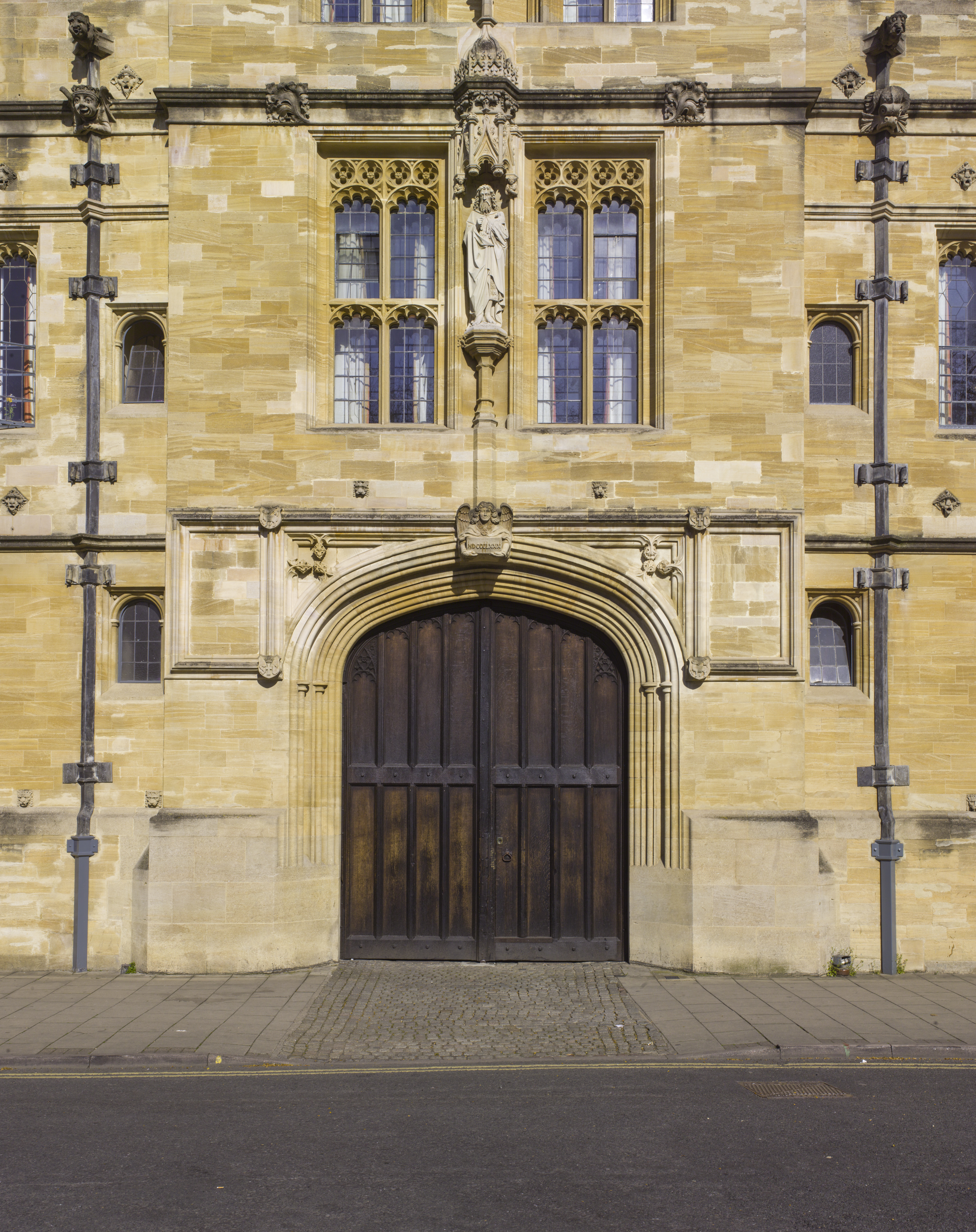
Spätgotischer Eingang des College
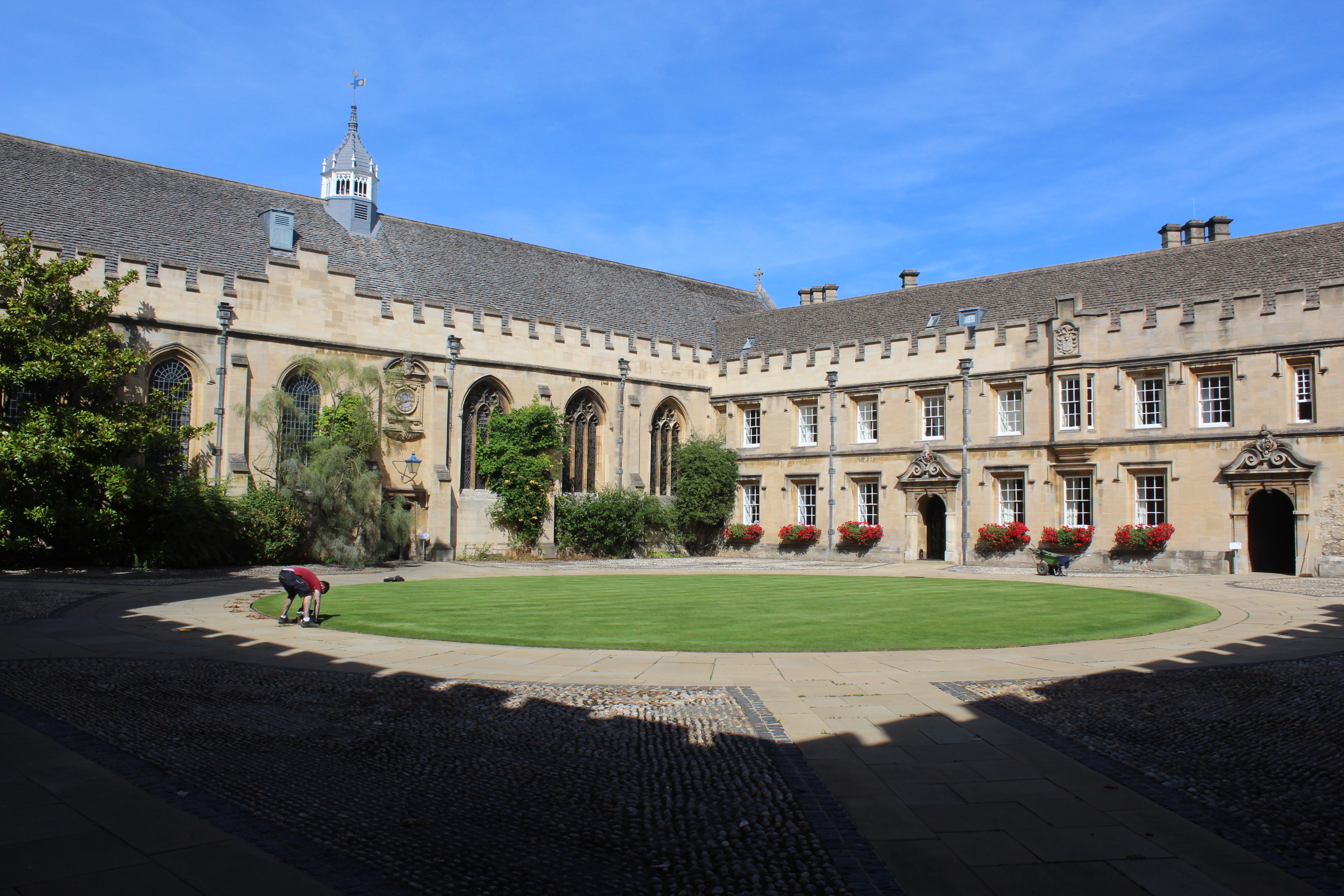
Front Quad mit Hall und Chapel
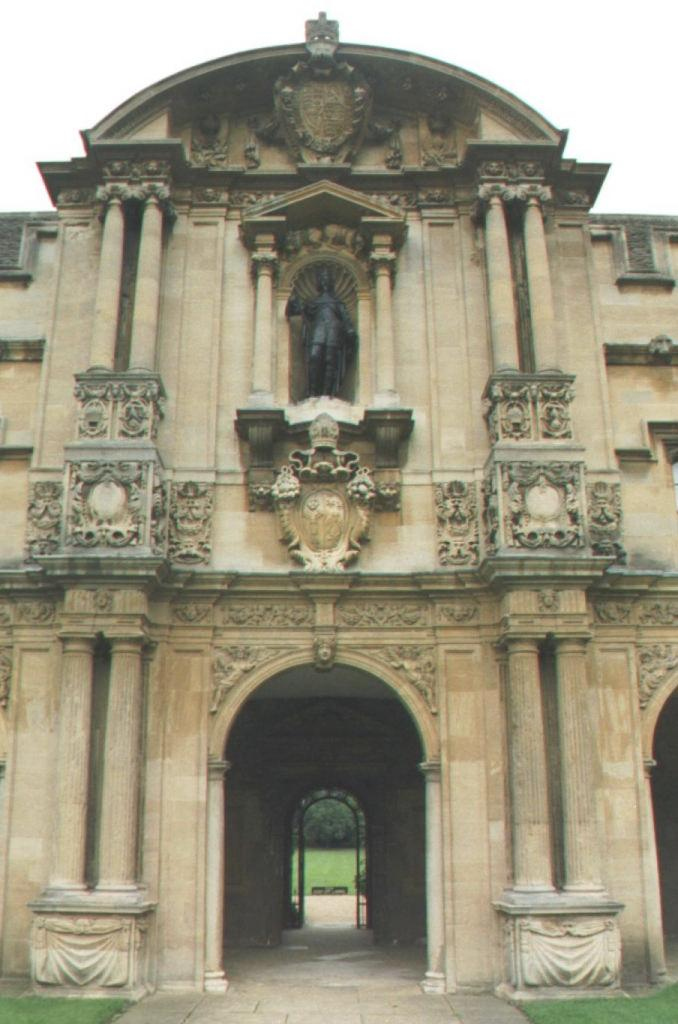
Der Eingang des Canterbury Quad
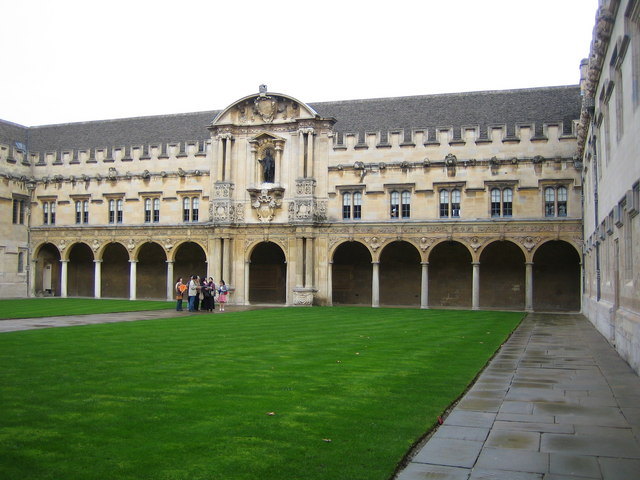
Canterbury Quad

## Alumni
- Kingsley Amis
- Tony Blair
- Edmund Campion
- George Cave, 1. Viscount Cave
- Victoria Coren Mitchell
- Reginald De Koven
- Alan Duncan
- Richard Gwynfor Evans
- James Eyre
- Prinz Akishino von Japan
- Geoffrey Gallop
- Robert Graves
- Robert Henley, 1. Earl of Northington
- A. E. Housman
- Sir Simon Jenkins
- William Juxon
- Philip Larkin
- John Grogan
- William Laud
- Sadiq al-Mahdi
- Henry Longueville Mansel
- Myres Smith McDougal
- Rhodri Morgan
- Gilbert Murray
- Lester B. Pearson
- Dean Rusk
- James Shirley
- J. K. Stanford
- Abhisit Vejjajiva
- Stephen Wolfram
- John Wain